# Festa Major de la Teixonera, Mas Falcó i Penitents
La Festa Major de la Teixonera, Mas Falcó i Penitents se celebra la segona quinzena de maig o primera de juny al barri de la Teixonera, al districte d'Horta-Guinardó de Barcelona. A la festa major, s'hi uneixen nominalment els barris veïns de Penitents i de Mas Falcó, pertanyents al districte de Gràcia.
Tot i ser la festa major de tres barris, la majoria de les activitats es fan en territori de la Teixonera. N'hi ha de tota mena destinades a satisfer els gustos i les necessitats de tots els públics: concerts per als més joves, jocs infantils i activitats per a la gent gran. També hi tenen un pes important els àpats populars, els balls amb orquestra i els esdeveniments esportius. En el cas de la cultura popular, la majoria d'actes es concentren el diumenge de festa major.
Aparentment no sembla la festa dels veïns de Mas Falcó ni de Penitents, podria ser un aprofitament de l'associació de veïns de la Teixonera i de la seva comissió de festes, fent-se representant dels barris veïns pot obtenir més representació i recursos (com el seu local, subvencions…). Possiblement el problema també és la manca d'associacions, festes i organització dels barris residencials de Mas Falcó i Penitents. També es fa amb el vistiplau de l'ajuntament.

## Actes destacats
- Matí geganter. Els gegants del districte d'Horta-Guinardó, en Perot i la Bugadera, són els amfitrions de la trobada gegantera. Tot comença amb una plantada, després es fa una cercavila pels carrers del barri i finalment hi ha el ball a la plaça de la Vall d'Hebron.[1]
- Havaneres. Al capvespre es fa una cantada d'havaneres acompanyada de rom cremat per a tothom a la plaça de la Vall d'Hebron.[1]
- Correfoc. Les activitats de cultura popular de la festa major es clouen amb un correfoc, que transita pel barri i acaba a la plaça de la Vall d'Hebron.[1]